# Ян Чапек
Ян Чапек из Сан (чеш. Jan Čapek ze Sán; ок. 1400 — после 1445) — чешский военачальник, гусит, командир (гетман) отрядов сироток в 1431—1434 годах.

## Биография

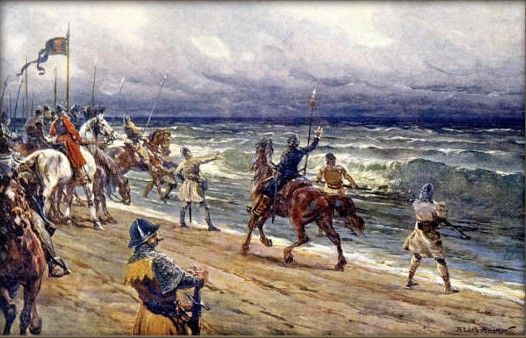
Чехи на берегу Балтийского моря, автор — художник Адольф Либшер

В 1433 году во время польско-тевтонской войны (1431—1435) Ян Чапек во главе сироток, совместно с польскими силами, вторгся и опустошил Новую Марку и Гданьское Поморье, принадлежавшие Тевтонскому ордену, добравшись до Балтийского моря. Во время этой экспедиции гуситы, в том числе: с 6 июня в течение шести недель осаждали Хойнице, захватили Пельплин и сожгли местный монастырь цистерцианцев, захватили Тчев, где жестоко обошлись с пленными чехами, служившими крестоносцам в качестве наёмников. Гуситы даже обстреливали Гданьск из орудий, установленных на Епископской Горке и сожгли, находившийся за городскими стенами, госпиталь Святого Иакова с часовней, а также сторожевую деревянную башню в Вейксельмюнде, после чего разграбили и сожгли монастырь цистерцианцев в Оливе.
Под Оливой (в районе современного Елитково) чехи достигли берегов Гданьского залива. Как писал польский хронист Ян Длугош, Балтийское море произвело большое впечатление на чехов, которые купались в нем и собирали соленую воду в посуду, чтобы похвастаться её после возвращения на родину.
За оказанную помощь польский король Владислав II Ягелло подарил Яну Чапеку довольно редкое животное в тогдашней Европе — верблюда. Вовремя осады католического города Пльзень животное было захвачено защитниками города во время атаки и с тех пор верблюд является одним из элементов герба города Пльзень.
В 1434 году Ян Чапек участвовал в битве под Липанами, в которой радикальные гуситы (табориты и сиротки) были побеждены коалицией умеренных гуситов и католиков. Во время сражения Ян Чапек командовал конницей радикальных гуситов и перед поражением отозвал свои силы с поля боя. После роспуска сироток Ян Чапек покинул Чехию и поступил на службу к польскому королю Владиславу III Варненчику. С 1440 года Ян Чапек участвовал в военных действия Владислава в Венгрии. В 1443 году Ян Чапек участвовал в неудачной военной кампании Владислава Варненчика против турок-османов. В 1444 году после поражения крестоносцев в битве под Варной и гибели Владислава Варненчика Ян Чапек вернулся в Чехию, где ему принадлежал замок Гуквальды. Последнее упоминание о нем датируется 1445 годом.

## В литературе
В польской беллетристике Ян Чапек упоминается в романе «Королевские сны» Юзефа Хена, в котором описываются последние 14 лет жизни Владислава II Ягелло, а также в Саге о Рейневане Анджея Сапковского — Божьи воины и Свет вечный.